# Смус-джаз
Смус-джаз (смут-джаз, «мягкий джаз», «лёгкий джаз», «сглаженный джаз», «поп-джаз»; англ. smooth jazz, soft jazz) — коммерческая разновидность джазового кроссовера, которая в 1970-е годы выделилась из музыки фьюжн.
Смус-джаз появился в США в середине 1970-х гг. как смесь джаза с лёгким ритм-н-блюзом или поп-музыкой. Такие его зачинатели, как Куинси Джонс, стремились слить инструментальную виртуозность и импровизацию традиционного джаза с приятными мелодиями, доступными как можно более широкой публике. В ранних проявлениях смус-джаза нередко ощущалось влияние фанка и рока. Со временем элемент импровизации полностью уступил место ненавязчивым «глянцевым» ритмам. В числе первых коммерческий успех получили записи Джорджа Бенсона (Breezin, 1976).
Пик успеха пришёлся на 1980-е годы, когда в этом направлении записывались многие популярные вокалисты: Гровер Вашингтон, Шаде, Эл Джерро, Анита Бейкер. К началу 1990-х началась реакция на «пресную легковесность» этого направления, особенно со стороны ценителей традиционного джаза, которые считали, что подобная музыка не имеет ничего общего с настоящим джазом. Часто мишенью критики становился саксофонист Кенни Джи, который продал больше записей, чем кто-либо из джазовых инструменталистов в истории.
Тем не менее в 1990-е гг. появилось множество радиостанций в формате смус-джаза, ориентированных на слушателей среднего возраста. Новое поколение инструменталистов, представленное Крисом Ботти и Тилем Брённером, стремилось совместить высокие продажи пластинок с традиционной для джаза импровизационной техникой.
В середине 2000-х гг. популярность смус-джаза пошла на спад. Этот формат стал восприниматься как фоновая музыка для помещений (рестораны, торговые центры), в которой преобладают малозапоминающиеся и довольно однообразные инструментальные треки. Другие разновидности подобной фоновой музыки — лаунж и чилаут.